# Galtscha
Die Galtscha oder Berg-Tadschiken (Eigenbezeichnung: Todschik) leben im Darwas- und Karategingebirge östlich von Duschanbe in Tadschikistan. Sie sprechen einen tadschikischen Dialekt. Wurden sie bei früheren Volkszählungen als eigene Ethnie aufgeführt, zählt man sie heute wieder zu den Tadschiken.

## Geschichte
Die Galtscha sind Nachfahren von Tadschiken, die im 15. Jahrhundert vor eindringenden Usbeken ins Gebirge ausgewichen sind. Seitdem unterscheidet sich ihre Kultur und Lebensweise als Bergbauern, die nun ihrem neuen Siedlungsgebiet entsprach, von den übrigen Tadschiken. Bis zum Ende des 19. Jahrhunderts standen die Galtscha meist unter der Herrschaft der Emire von Buchara und Kokand. Dann kam ihr Gebiet unter russische Herrschaft bis sich Tadschikistan 1991 für unabhängig erklärte.

## Belege
- Rudolf A. Mark: Die Völker der ehemaligen Sowjetunion, 2. neubearbeitete und erweiterte Auflage, 1992, Opladen, ISBN 3-531-12075-1.